# それぞれのシネマ
『それぞれのシネマ』（Chacun son cinéma もしくは Chacun son cinéma ou Ce petit coup au cœur quand la lumière s'éteint et que le film commence、「それぞれの映画館、あるいは光が滅び映画が始まるときの胸のこのときめき」の意）は、2007年（平成19年）製作・公開、フランスほか24の国と地域による合作のオムニバス映画である。
世界中の映画監督による「映画館」をテーマにした3分間の短編映画で構成されている。1946年に始まったカンヌ国際映画祭の60回記念として製作された。本作は、36人の監督（兄弟監督が2組）による34本の短編映画からなるが、34本全部での上映・放映とならないことが多々ある（#上映・放映の項を参照）。

## 構成
（）内は製作国。上映順。

### 夏の映画館Cinéma d'été
- 監督：レイモン・ドゥパルドン （ フランス）

### 素晴らしき休日One Fine Day
- 監督：北野武（ 日本）

### 3分間Trois minutes
- 監督：テオ・アンゲロプロス （ ギリシャ）

### 暗闇の中でDans le noir
- 監督：アンドレイ・コンチャロフスキー （ ロシア）

### 映画ファンの日記Diaro di uno spettatore
- 監督：ナンニ・モレッティ （ イタリア）

### 電姫戯院The Electric Princess House
- 監督：ホウ・シャオシェン （ 台湾）

### 暗闇Dans l'obscurité
- 監督：ジャン＝ピエール&リュック・ダルデンヌ（ ベルギー）

### ワールドシネマWorld Cinema
- 監督：ジョエル&イーサン・コーエン（ アメリカ合衆国）

### アブサーダAbsurda
- 監督：デイヴィッド・リンチ（ アメリカ合衆国）

### アナAnna
- 監督：アレハンドロ・ゴンサレス・イニャリトゥ （ メキシコ）

### 映画をみるEn regardant le film
- 監督：チャン・イーモウ（ 中国）

### ハイファの悪霊（ディブク）Le Dibbouk de Haifa
- 監督：アモス・ギタイ （ イスラエル）

### レディ・バグThe Lady Bug
- 監督：ジェーン・カンピオン （ ニュージーランド）

### アルトー（2本立て）Artaud Double Bill
- 監督：アトム・エゴヤン （ カナダ）

### 鋳造所La Fonderie
- 監督：アキ・カウリスマキ （ フィンランド）

### 再燃Recrudescence
- 監督：オリヴィエ・アサヤス （ フランス）

### 47年後47 Ans après
- 監督：ユーセフ・シャヒーン （ エジプト）

### これは夢是夢It's a Dream
- 監督：ツァイ・ミンリャン （ 台湾）

### 職業Occupations
- 監督：ラース・フォン・トリアー （ デンマーク）

### 贈り物Le Don
- 監督：ラウル・ルイス （ チリ）

### 街角の映画館Cinéma de boulevard
- 監督：クロード・ルルーシュ （ フランス）

### ファースト・キスFirst Kiss
- 監督：ガス・ヴァン・サント （ アメリカ合衆国）

### エロチックな映画Cinéma Erotique
- 監督：ロマン・ポランスキー（ ポーランド）

### 翻訳不要No Translation Needed
- 監督：マイケル・チミノ （ アメリカ合衆国）

### 最後の映画館における最後のユダヤ人の自殺At the Suicide of the Last Jew in the World in the Last Cinema in the World
- 監督：デイヴィッド・クローネンバーグ（ カナダ）

### 君のために9千キロ旅をしてきたI Traveled 9,000 Km to Give It to You
- 監督：ウォン・カーウァイ （ 香港）

### ロミオはどこ?Where Is My Romeo?
- 監督：アッバス・キアロスタミ （ イラン）

### 最後のデート・ショウThe Last Dating Show
- 監督：ビレ・アウグスト （ デンマーク）

### 臆病Irtebak
- 監督：エリア・スレイマン （ イスラエル）

### 唯一の出会いRencontre unique
- 監督：マノエル・ド・オリヴェイラ（ ポルトガル）

### カンヌから5557マイルÀ 8,944 km de Cannes
- 監督：ウォルター・サレス （ ブラジル）

### 平和の中の戦争War in Peace
- 監督：ヴィム・ヴェンダース　（ ドイツ）

### チュウシン村Zhanxiou Village
- 監督：チェン・カイコー （ 中国）

### ハッピー・エンドHappy Ending
- 監督：ケン・ローチ （ イギリス）

## 参加監督ギャラリー

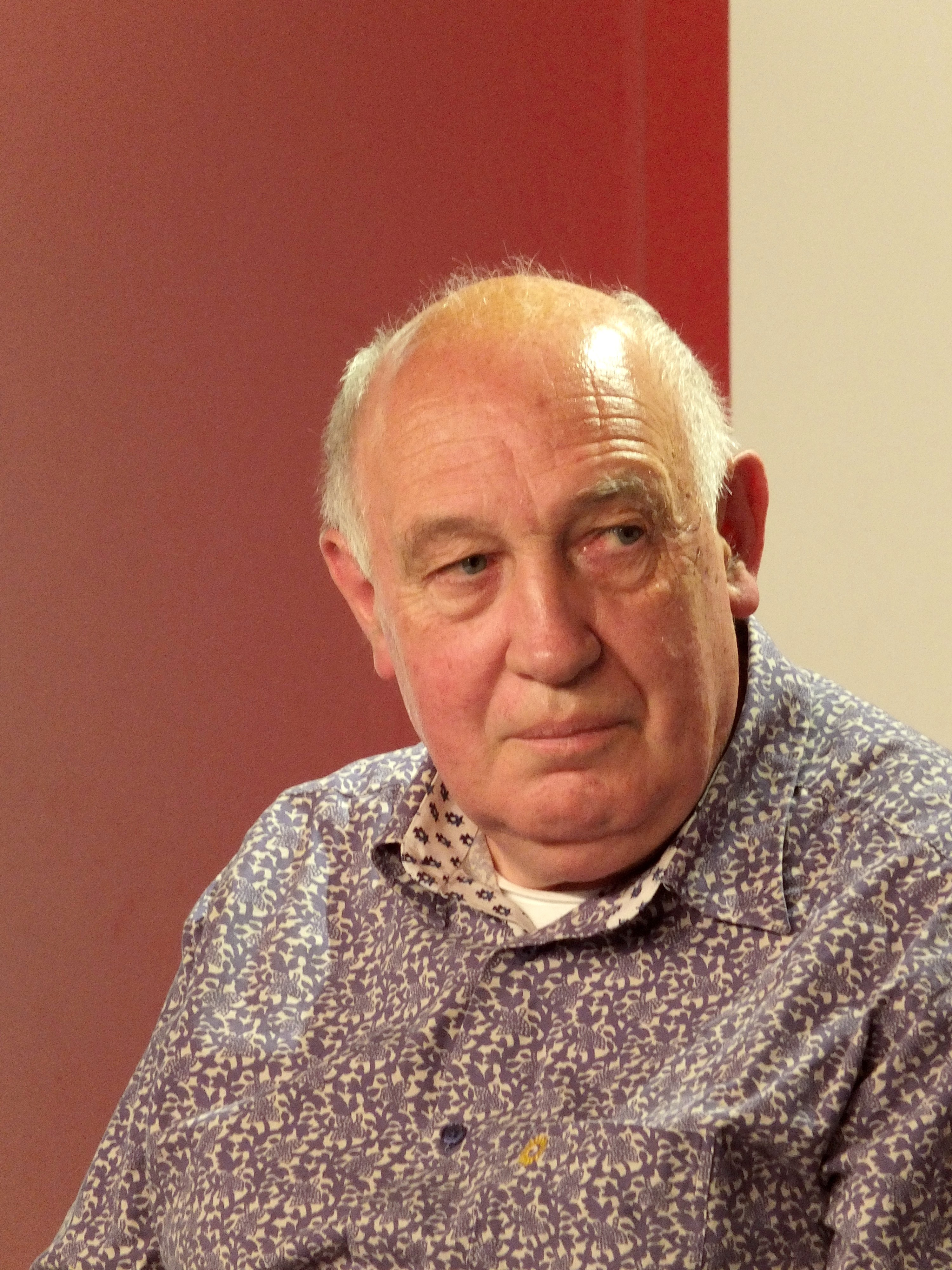
レイモン・ドゥパルドン
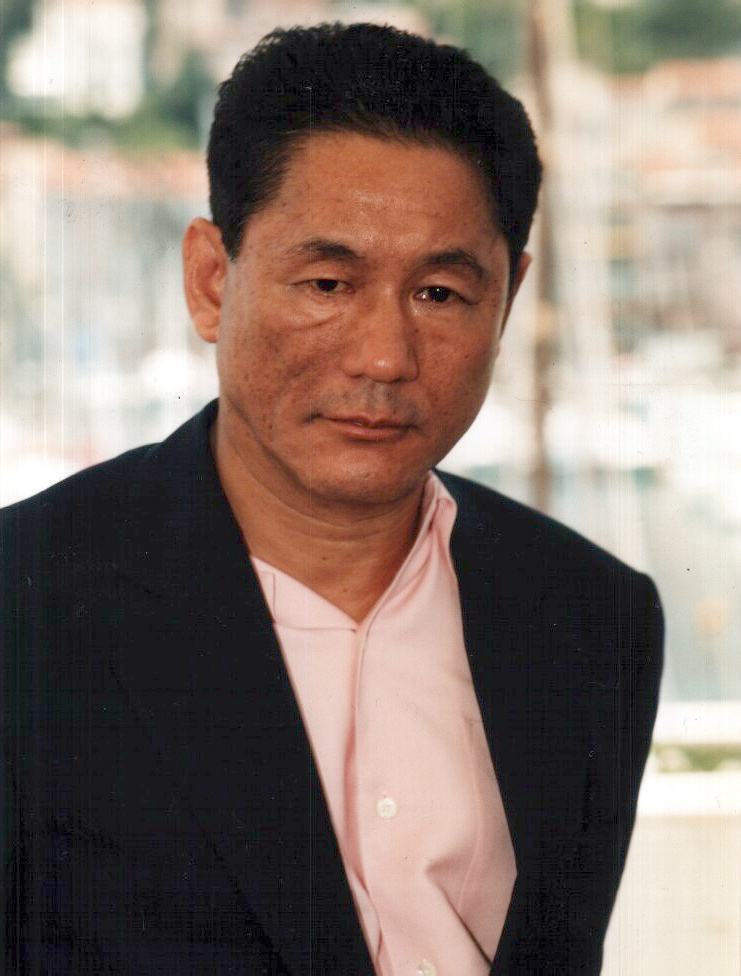
北野武
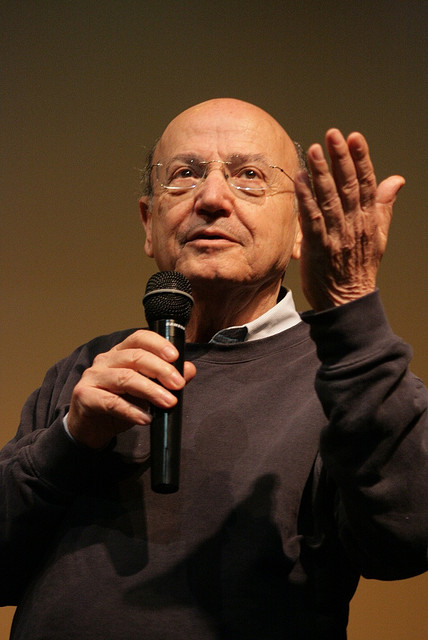
テオ・アンゲロプロス
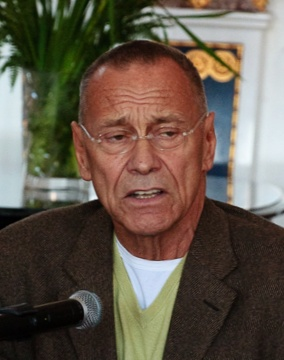
アンドレイ・コンチャロフスキー
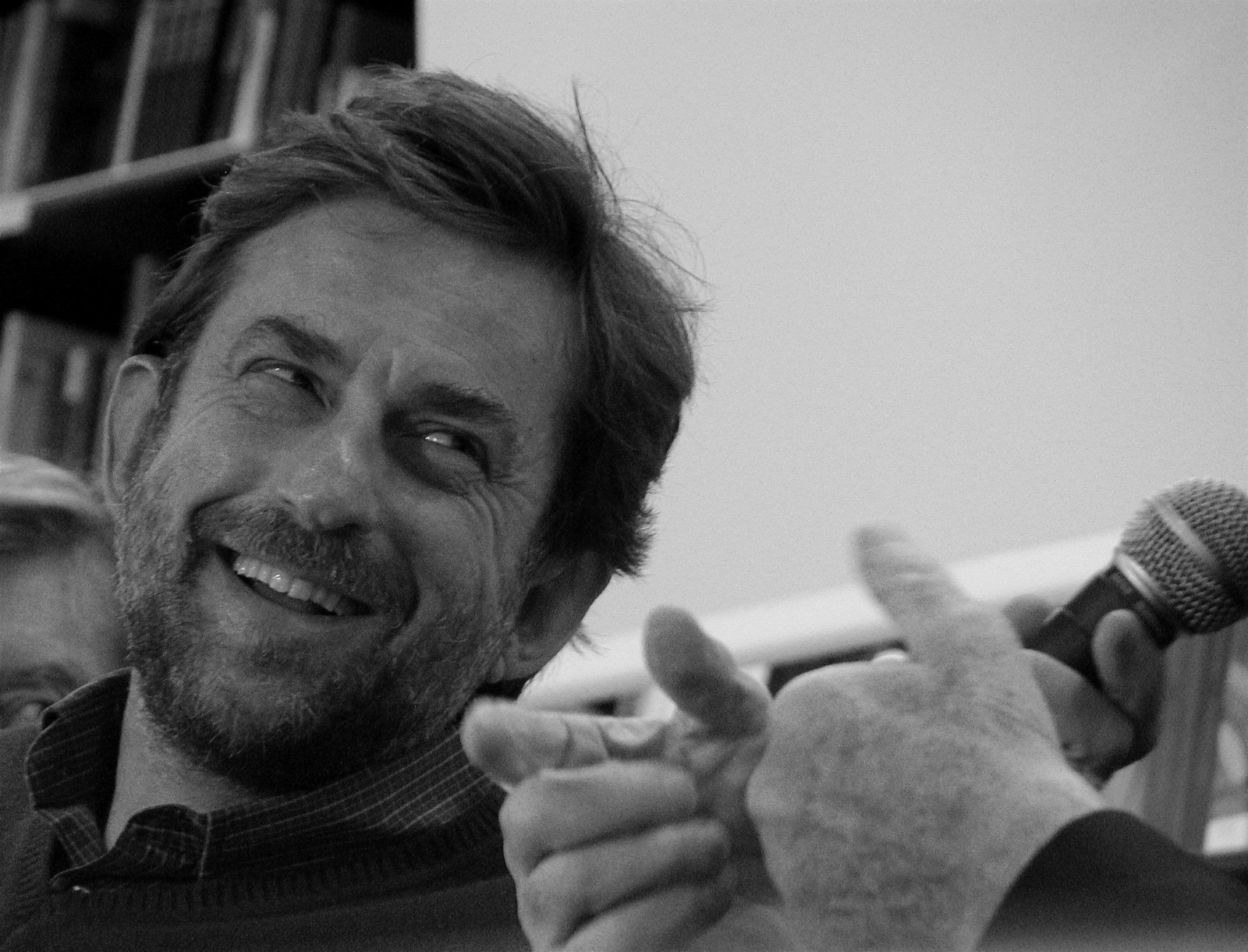
ナンニ・モレッティ
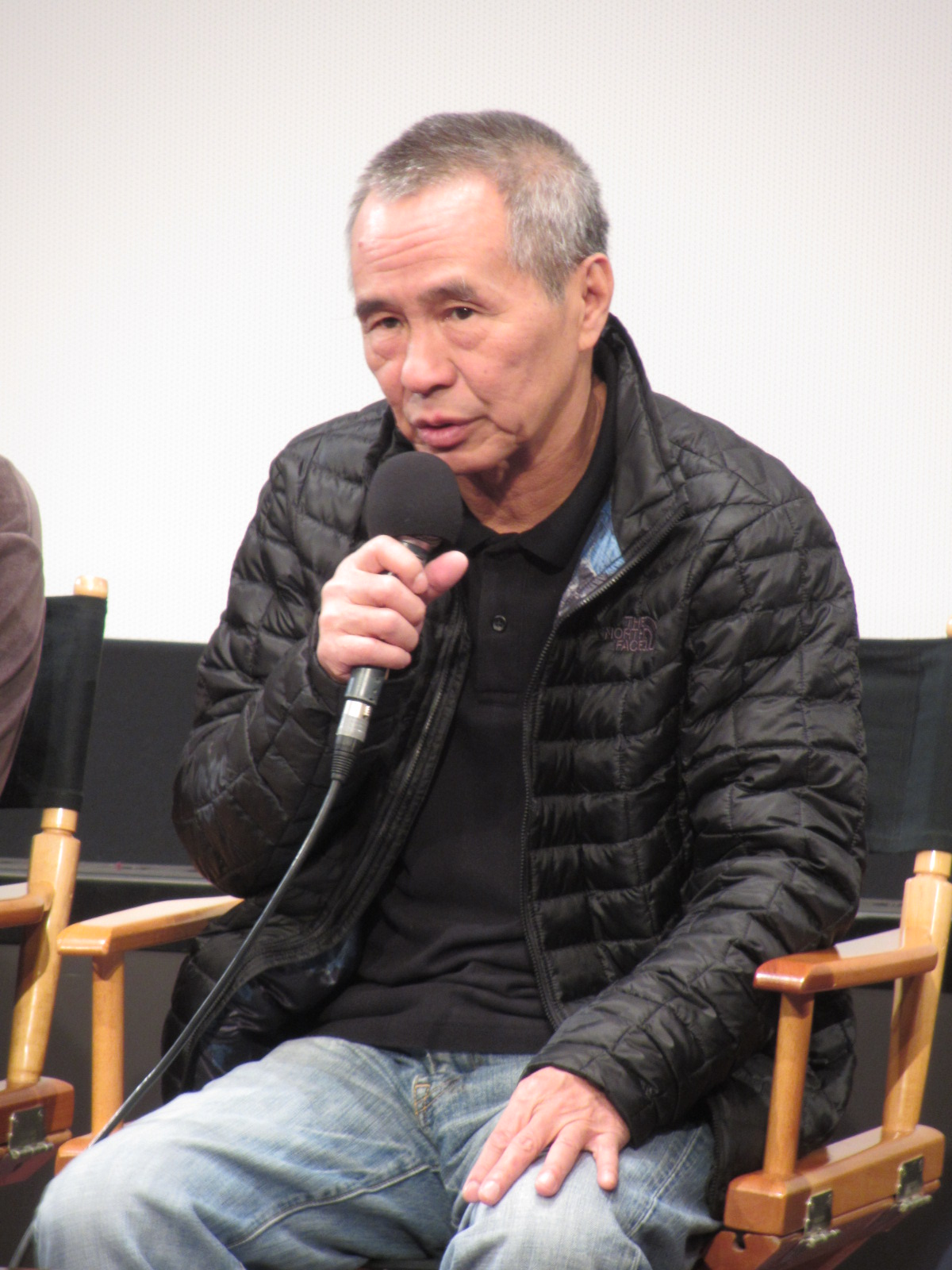
ホウ・シャオシェン
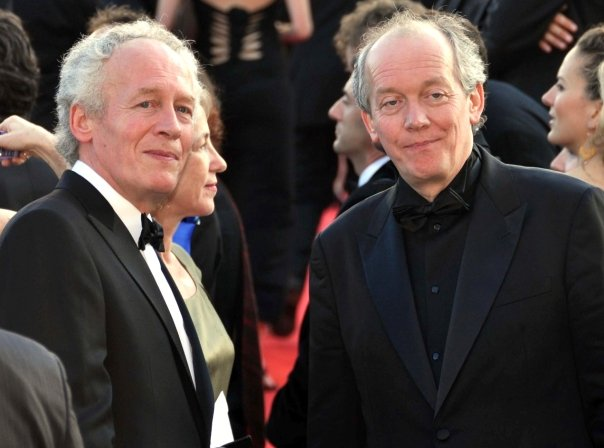
ジャン＝ピエール&リュック・ダルデンヌ
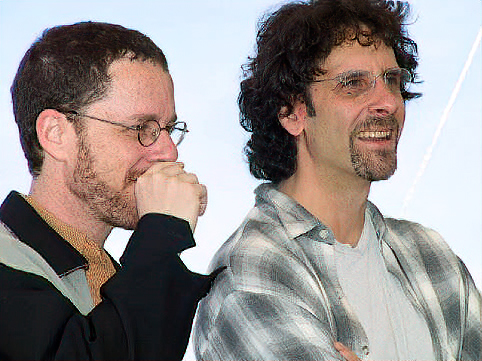
ジョエル&イーサン・コーエン
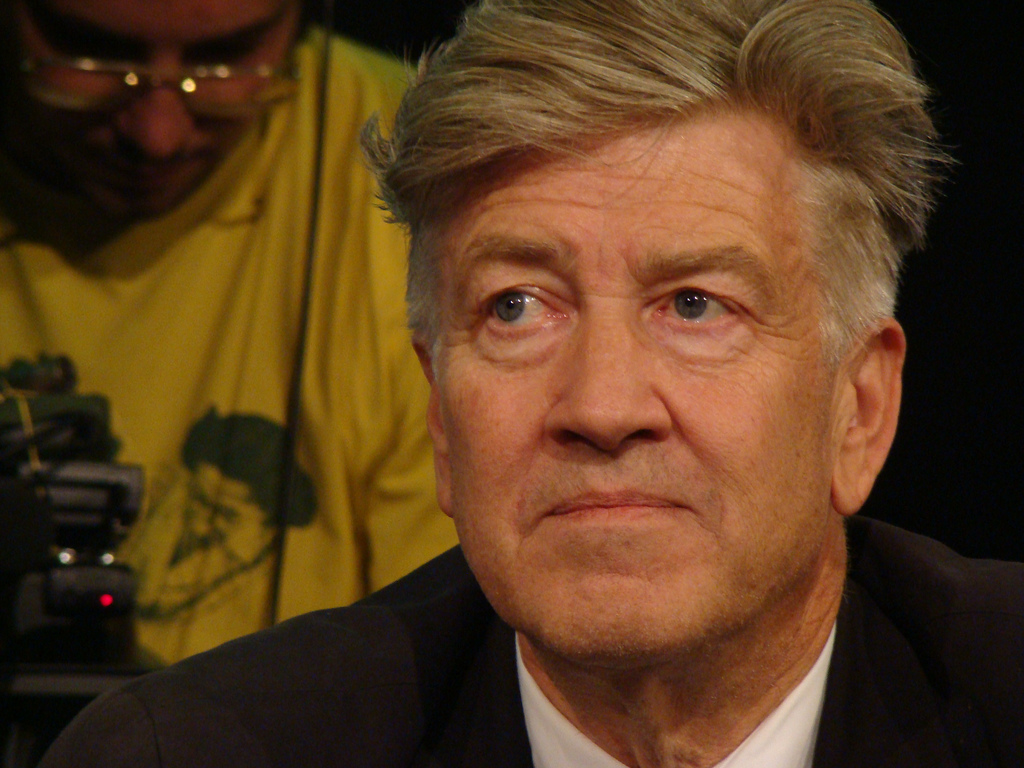
デヴィッド・リンチ
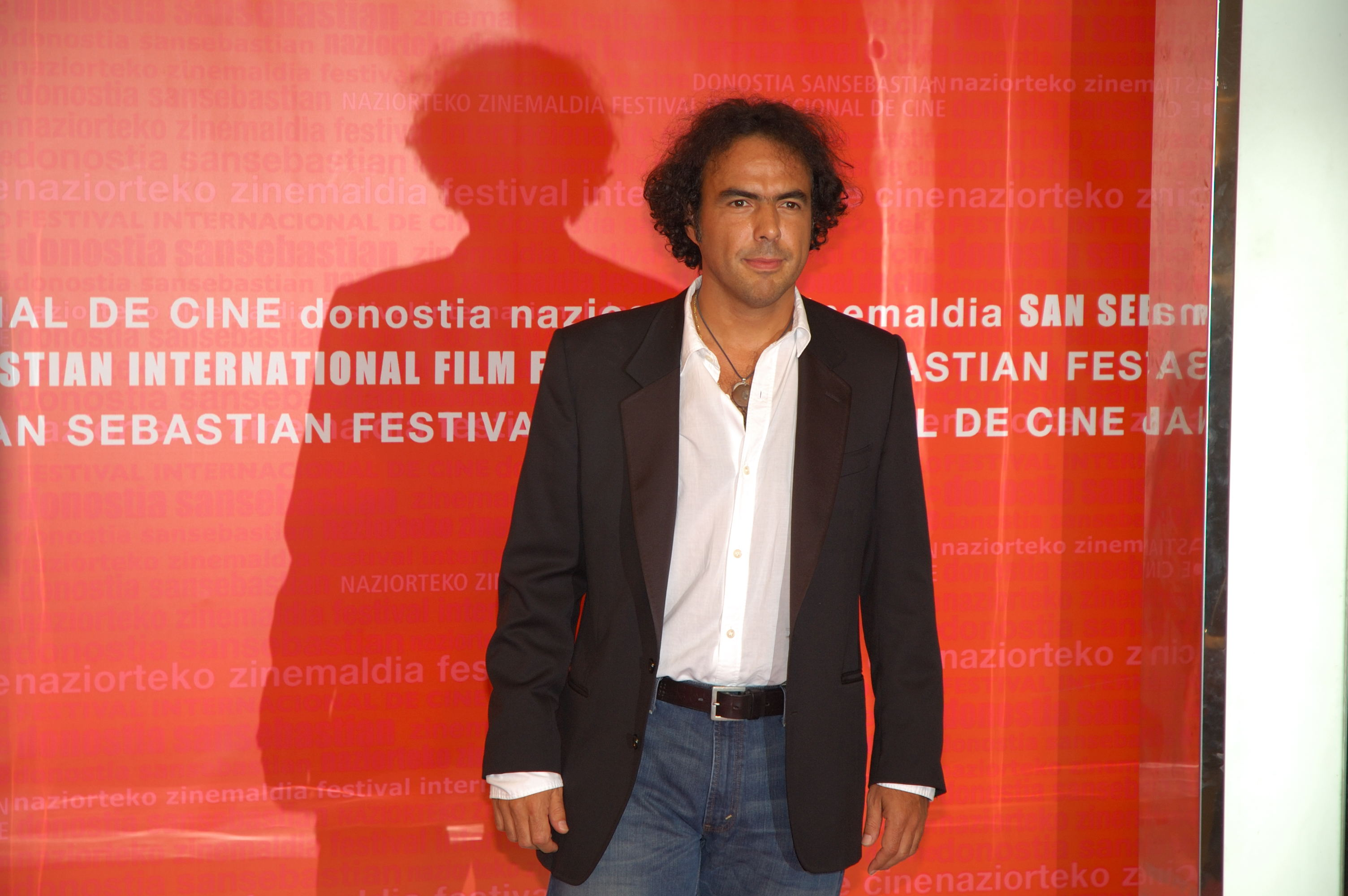
アレハンドロ・ゴンサレス・イニャリトゥ
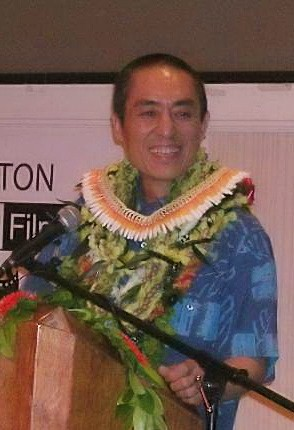
チャン・イーモウ
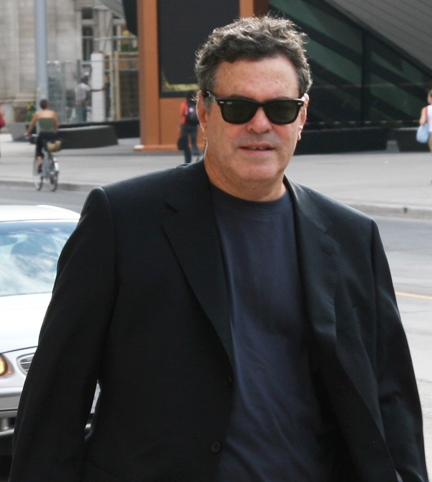
アモス・ギタイ
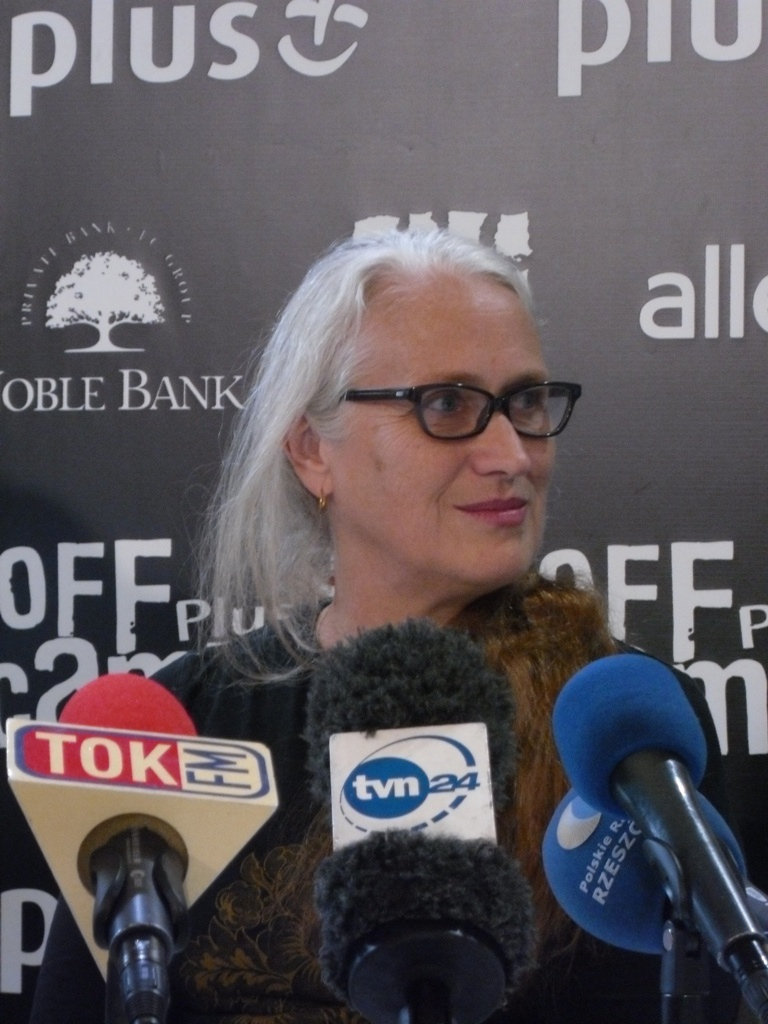
ジェーン・カンピオン
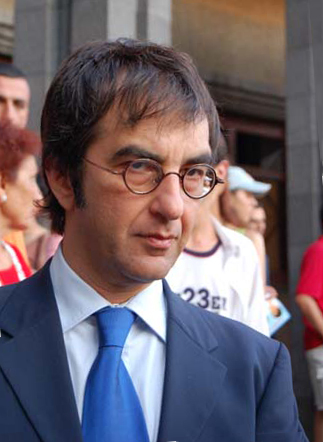
アトム・エゴヤン
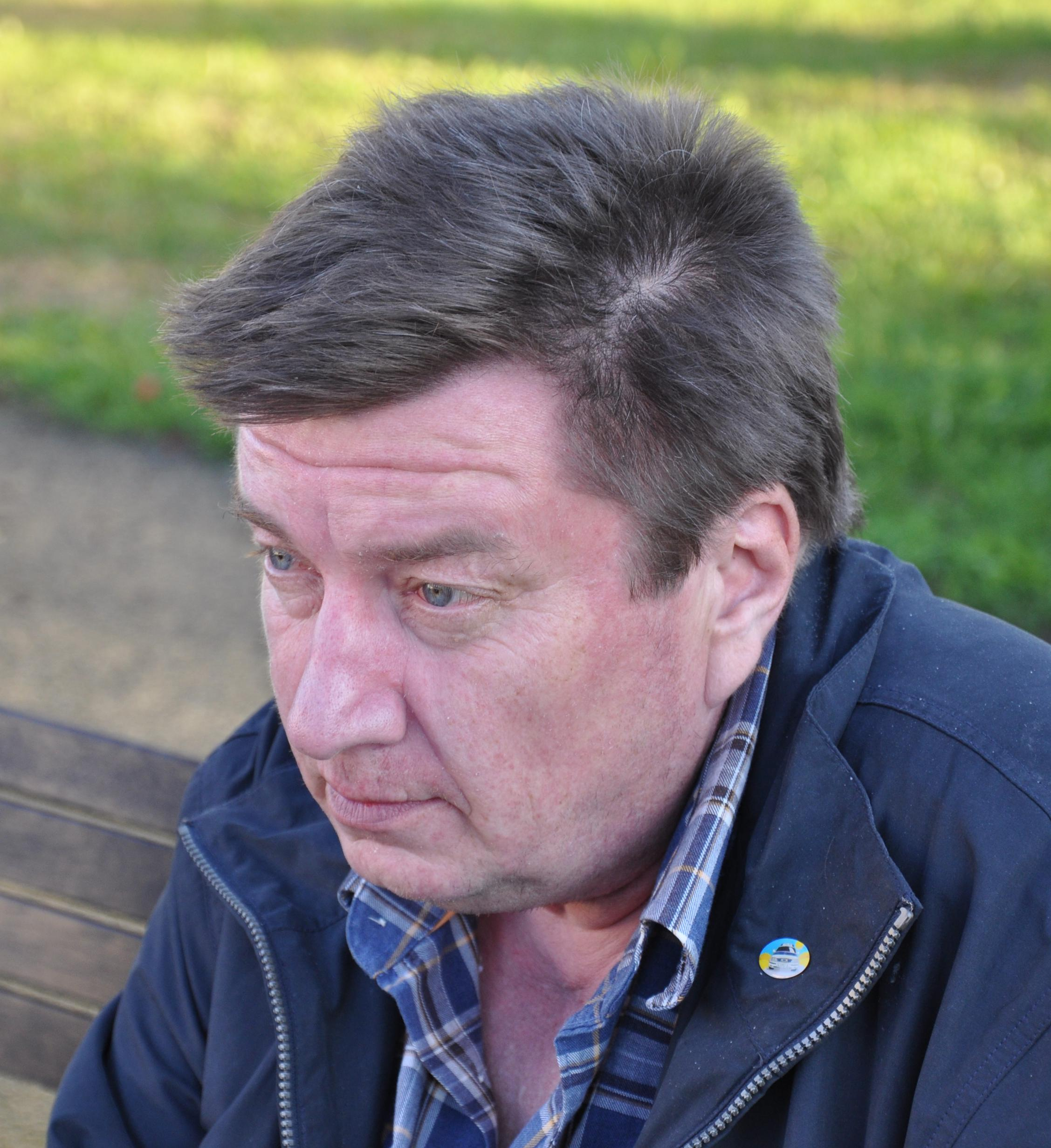
アキ・カウリスマキ
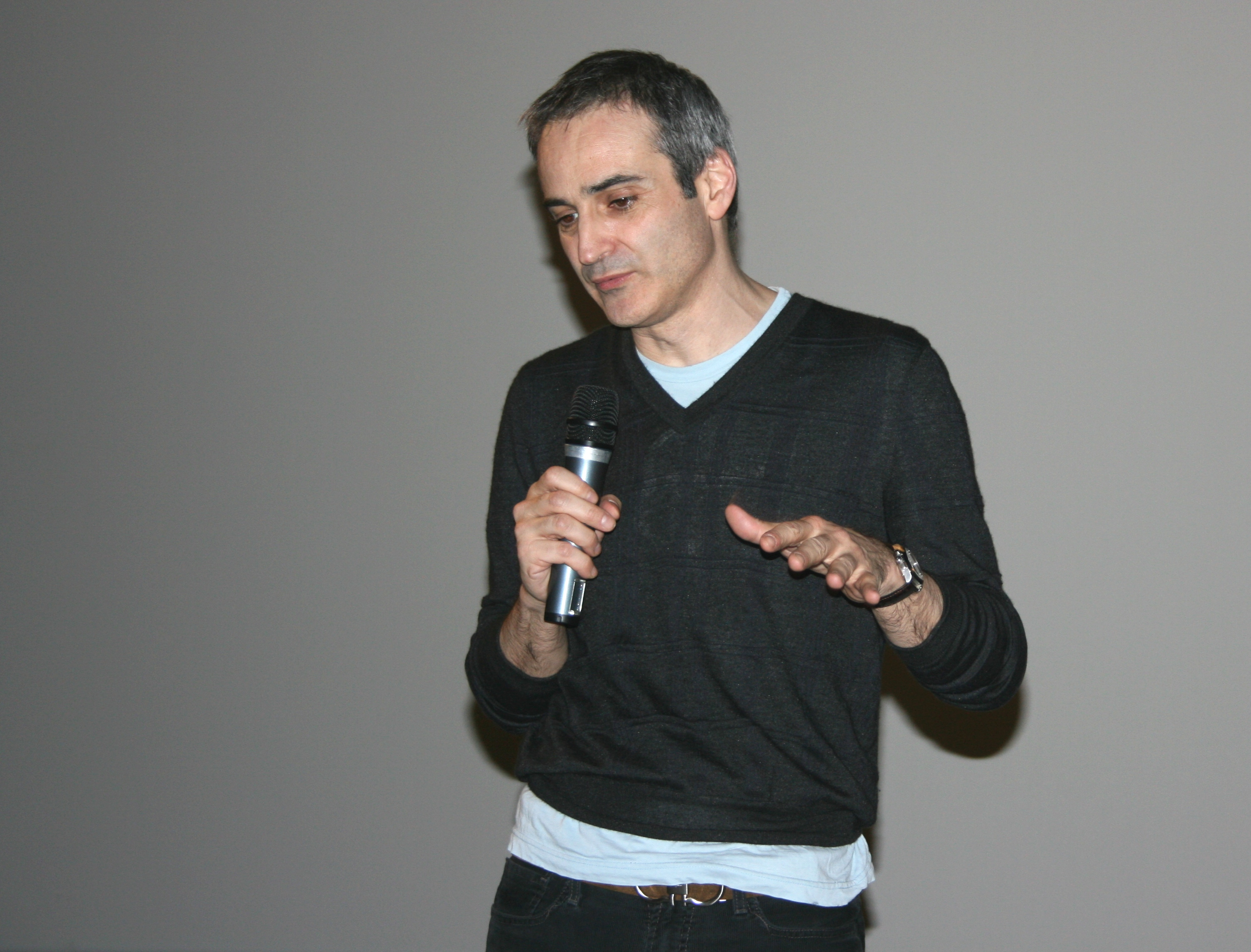
オリヴィエ・アサヤス
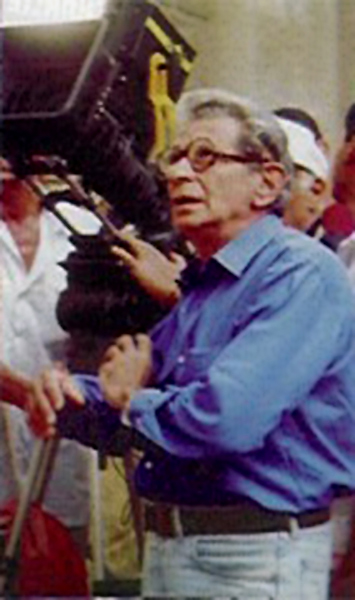
ユーセフ・シャヒーン
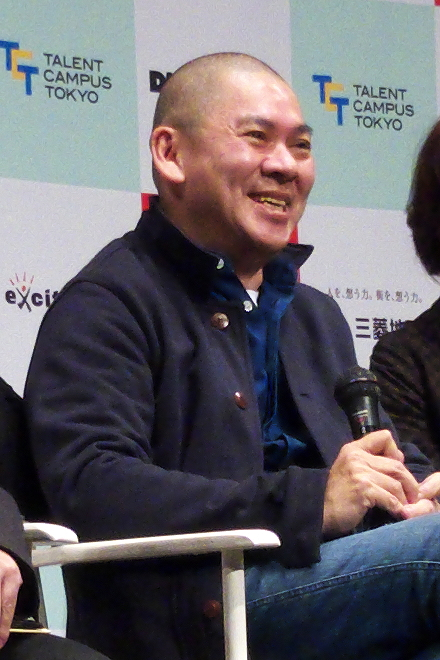
ツァイ・ミンリャン
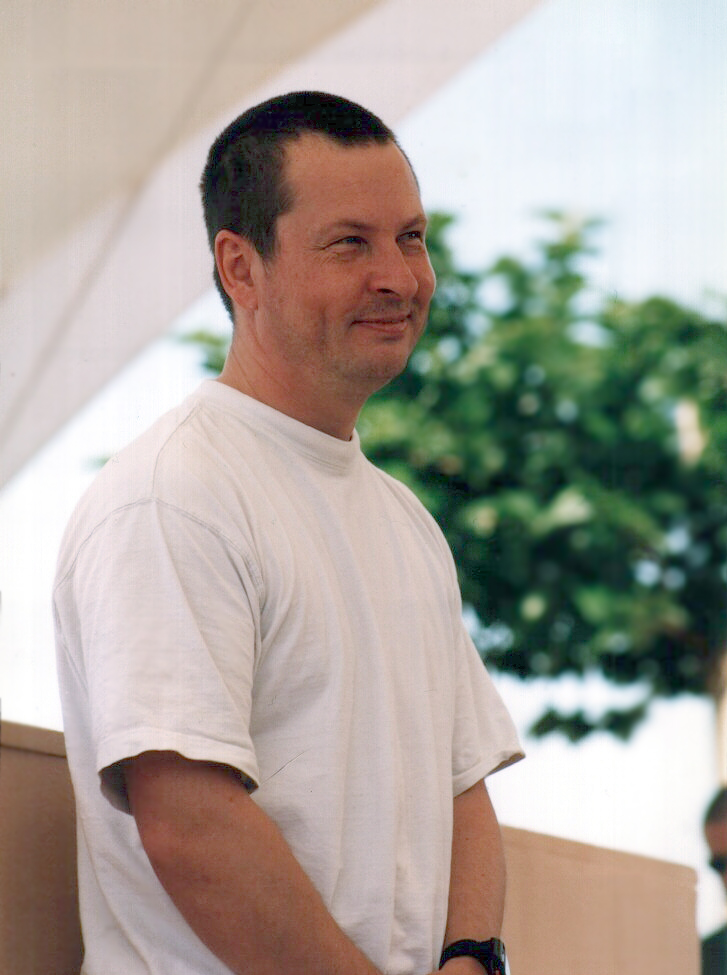
ラース・フォン・トリアー
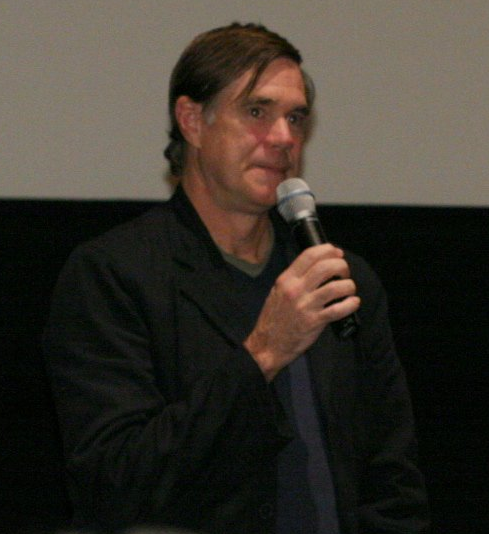
ガス・ヴァン・サント
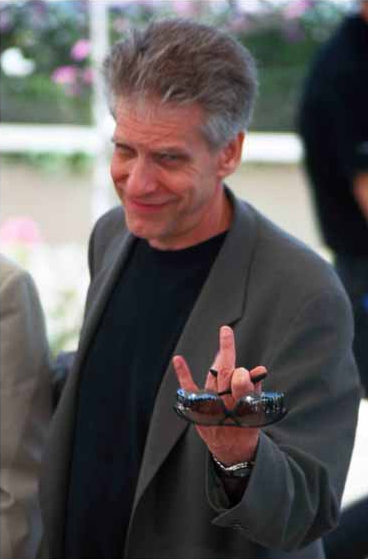
デヴィッド・クローネンバーグ
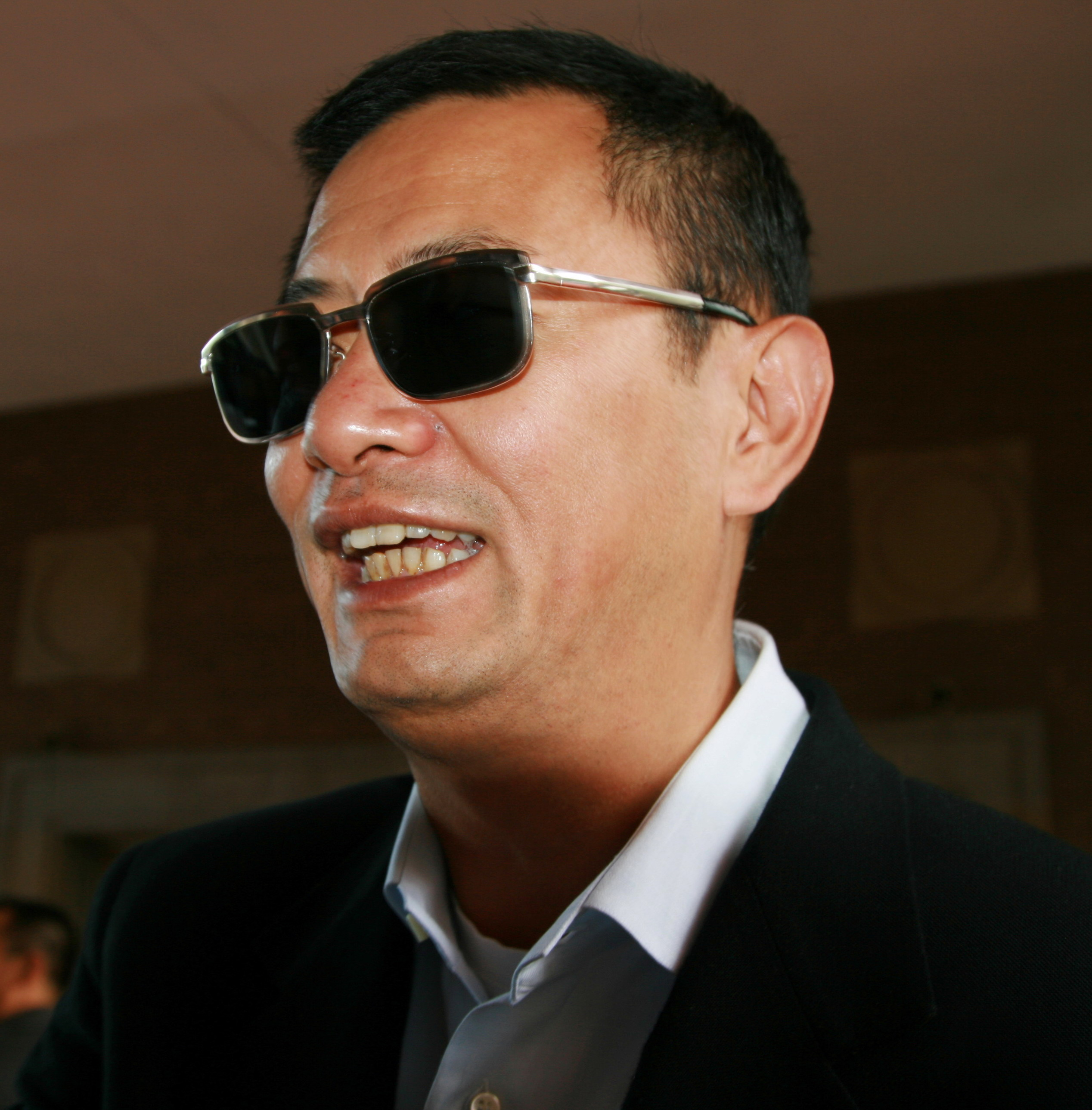
ウォン・カーウァイ
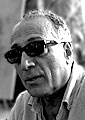
アッバス・キアロスタミ
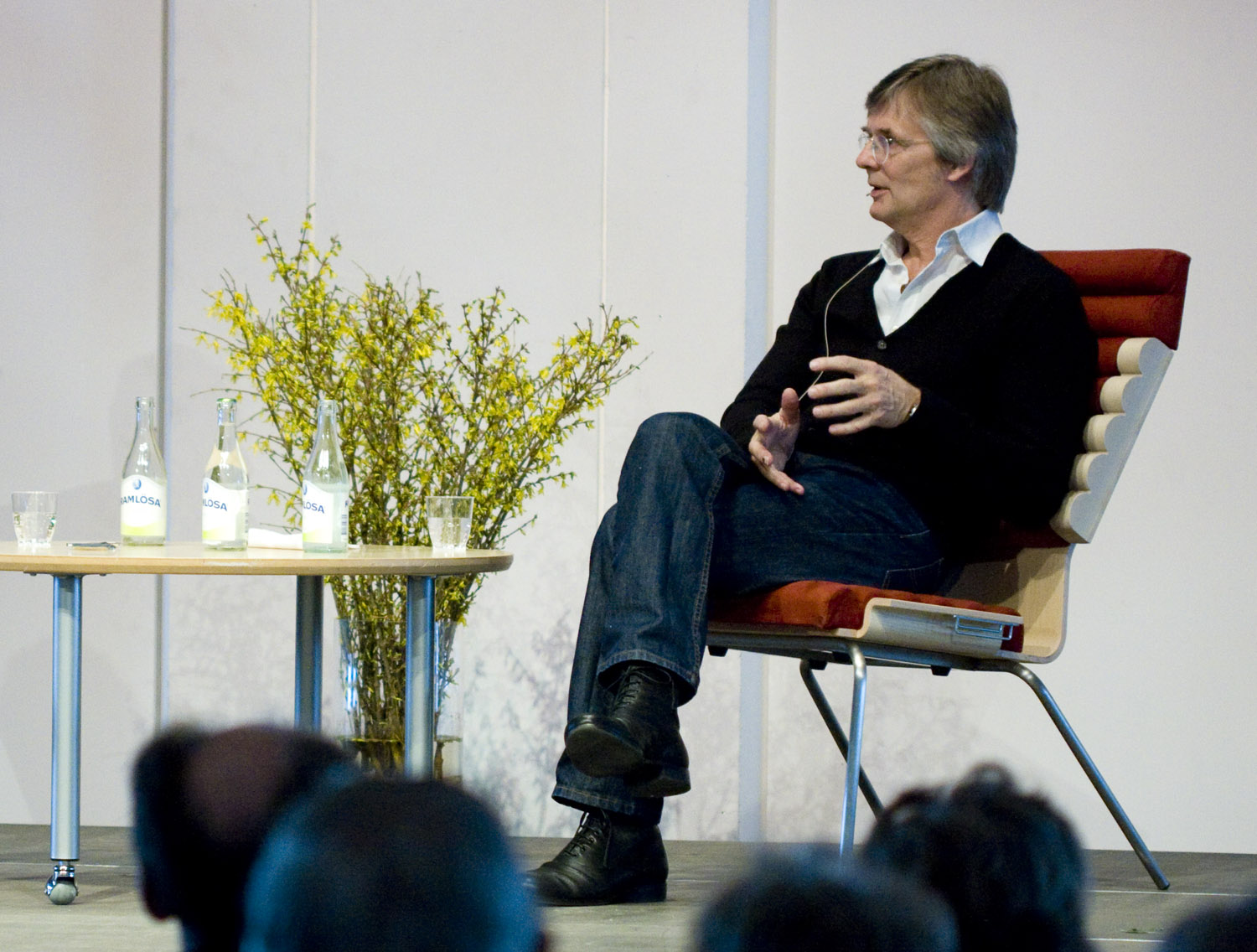
ビレ・アウグスト
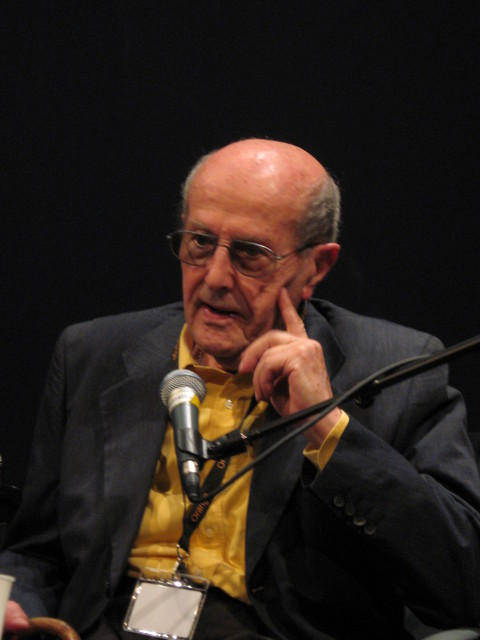
マノエル・デ・オリヴェイラ
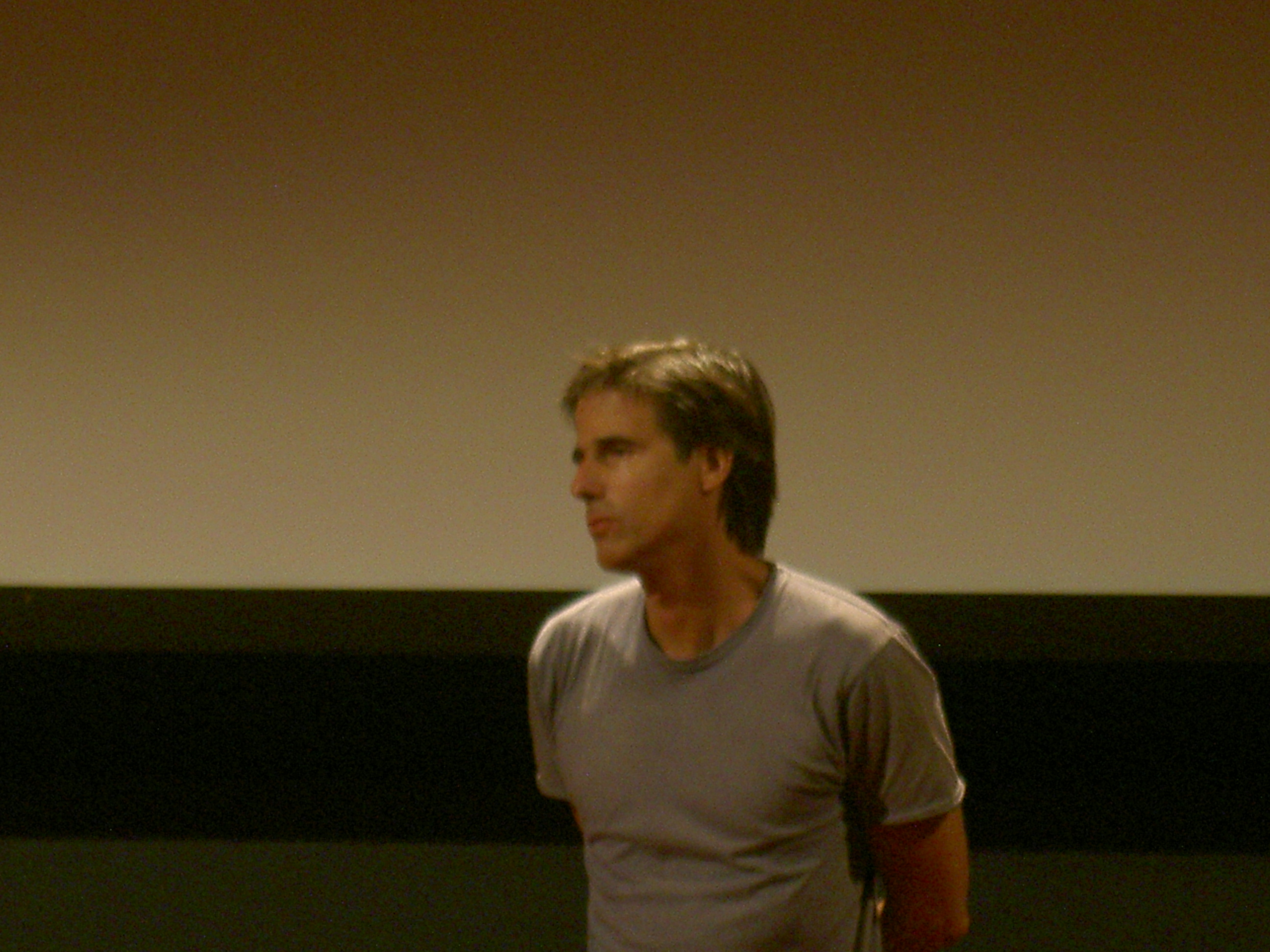
ウォルター・サレス
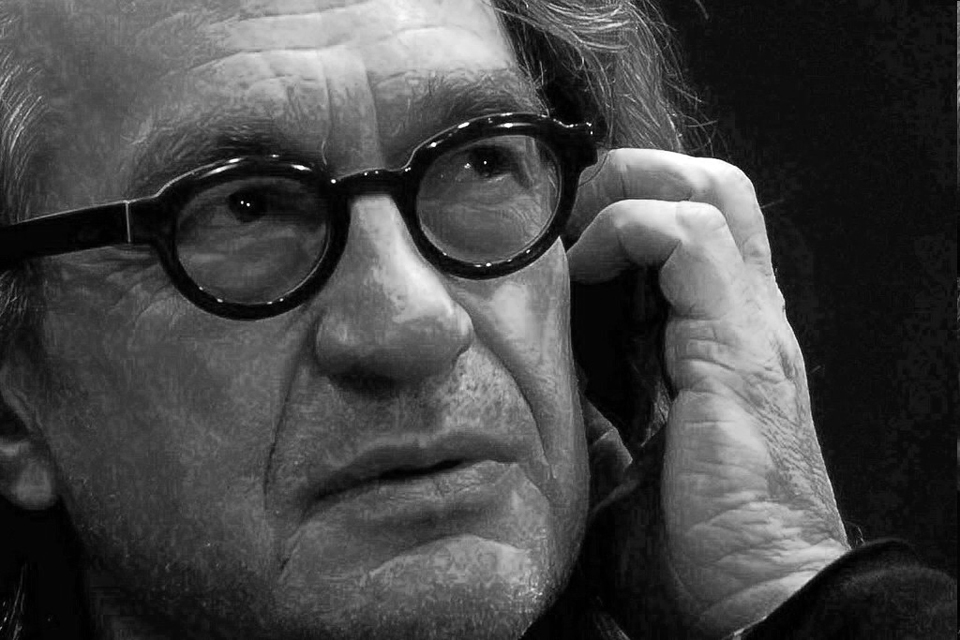
ヴィム・ヴェンダース
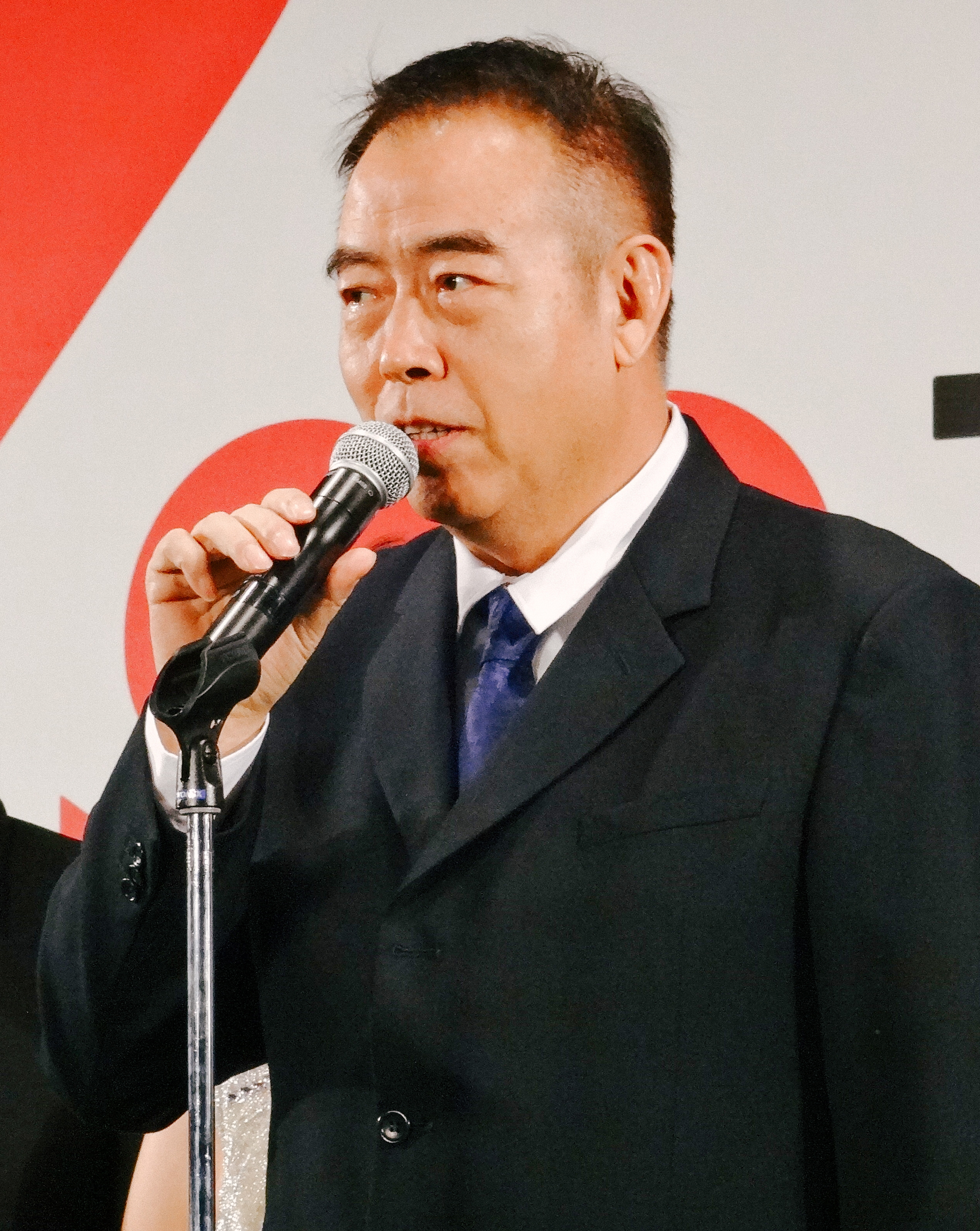
チェン・カイコー
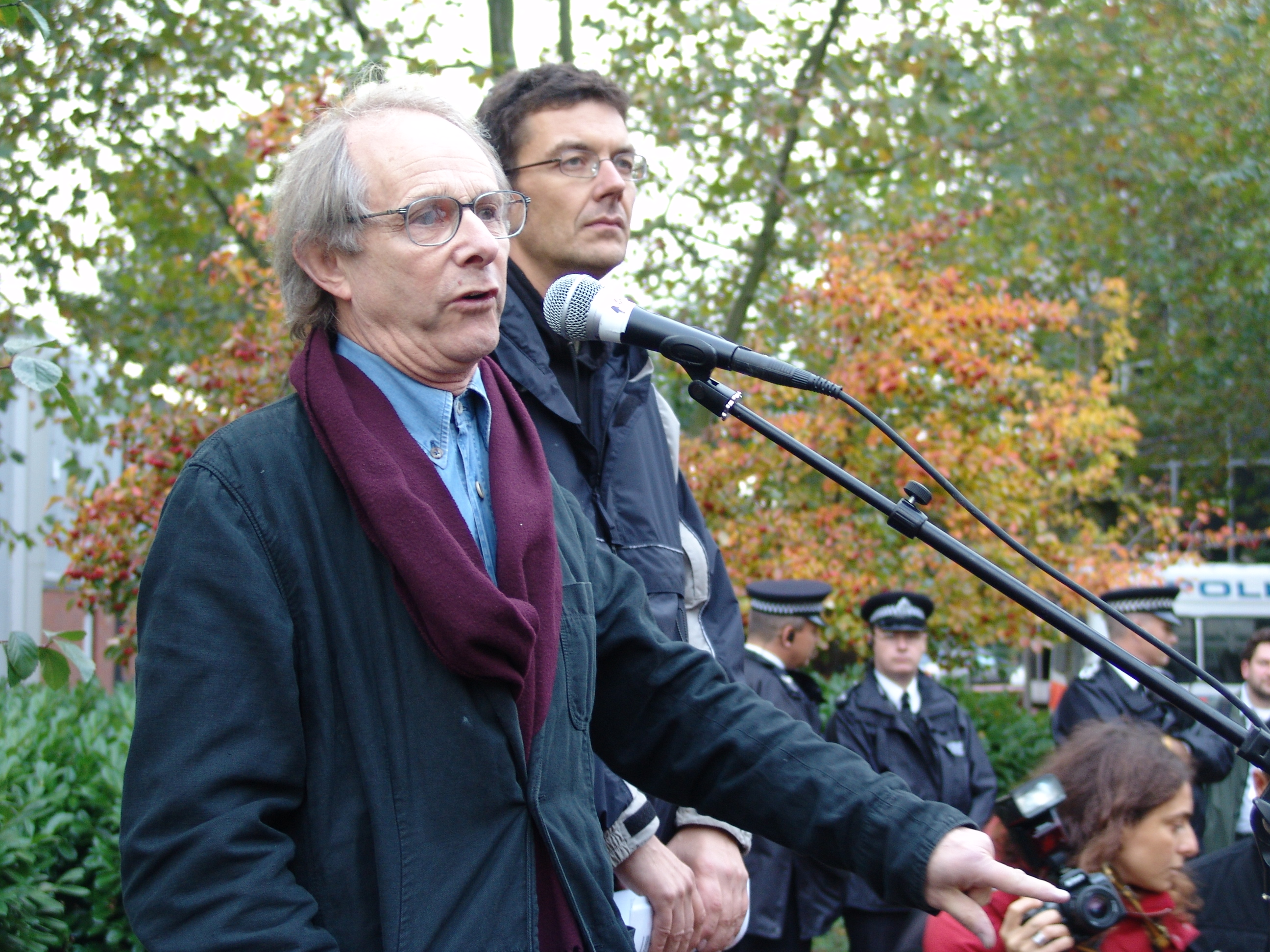
ケン・ローチ

## 上映・放映
2007年5月20日に第60回カンヌ国際映画祭上映された後、各映画祭で上映され、フランスでは同年10月31日に公開された。日本では同年11月17日に第8回東京フィルメックスのオープニング作品として上映され、2008年5月15日に洋画★シネフィル・イマジカにて放映された後、2008年5月17日から5月30日まで二週間限定でユナイテッド・シネマ豊洲にて公開された。
この作品は36人の監督（兄弟監督が2組）による34本の短編映画からなっている。しかし、第60回カンヌ国際映画祭では33本で上映された。これは、デヴィッド・リンチ監督作『アブサーダ』の完成が間に合わなかったため。同年の東京フィルメックスでも、デヴィッド・リンチ監督作を含まない33本で上映された。
2008年5月の洋画★シネフィル・イマジカでは、33本で放映された。これは、コーエン兄弟監督作『ワールドシネマ』が権利問題で放映できなかったため。
2008年5月のユナイテッド・シネマ豊洲では、32本で公開された。これは、コーエン兄弟監督作とマイケル・チミノ監督作「翻訳不要」が含まれなかったため。
2008年7月に発売の日本盤DVD（販売：角川エンタテインメント）では、33本が収録されている。これは、コーエン兄弟監督作が収録されなかったため。